# 小叶木犀榄
小叶木犀榄（学名：Olea parvilimba）为木犀科木犀榄属下的一个种。

## 扩展阅读
維基物種上的相關：小叶木犀榄